# Dicranomyia (Dicranomyia) immanis
Dicranomyia (Dicranomyia) immanis is een tweevleugelige uit de familie steltmuggen (Limoniidae). De soort komt voor in het Nearctisch gebied.